# Seo Hyun-jin
Seo Hyun-jin (서현진?; Seul, 27 febbraio 1985) è un'attrice e cantante sudcoreana.

## Biografia
Seo Hyun-jin debuttò come cantante principale del gruppo femminile M.I.L.K nel 2001; tuttavia, a causa della forte concorrenza con altri gruppi, i membri lasciarono uno alla volta, finché le M.I.L.K non furono sciolte ufficialmente nel 2003. In seguito, Seo si laureò alla Dongduk Women's University in musica e, come solista, contribuì a diverse colonne sonore. Nel 2006 partecipò al musical The Sound of Music, vedendolo come un punto di svolta per iniziare la propria carriera d'attrice. Dopo alcuni ruoli di supporto in serie e film, ottenne parti più rilevanti in Je-wang-ui ttal, Su Baek-hyang nel 2013 e Samchongsa nel 2014.

## Filmografia

### Cinema
- Sarangtta-win pir-yo-obs-eo (사랑따윈 필요없어), regia di Lee Cheol-ha (2006)
- Vacation (베케이션) (2006)
- Jigu-eseo yeon-ae jung (지구에서 연애 중) (2006)
- Yukwaehan do-umi (유쾌한 도우미) (2008)
- Story of Wine (스토리오브와인), regia di Lee Cheol-ha (2008)
- Yosul (요술), regia di Ku Hye-son (2010)
- Changpihae (창피해), regia di Kim Soo-hyeon (2011)
- Boksung-anamu (복숭아나무), regia di Kim Soo-hyeon (2012)
- Gi-eok-ui jogakdeul (기억의 조각들) (2012)
- Goodbye Single (굿바이 싱글?), regia di Kim Tae-gon (2016)

### Televisione
- Hwang Jin-yi (황진이) – serie TV (2006)
- H.I.T (히트) – serie TV (2007)
- Jjakpae (짝패) – serie TV (2011)
- Jeoljeong (절정) – miniserie TV (2011)
- Sindeur-ui manchan (신들의 만찬) – serie TV (2012)
- Ma-ui (마의) – serie TV (2012-2013)
- Oh Ja-ryong-i ganda (오자룡이 간다) – serie TV (2012)
- Bur-ui yeosin Jeong-i (불의 여신 정이) – serie TV (2013)
- Bur-on (불온) – film TV (2013)
- Je-wang-ui ttal, Su Baek-hyang (제왕의 딸, 수백향) – serie TV (2013-2014)
- Samchongsa (삼총사) – serie TV (2014)
- Siksyareul hapsida (식샤를 합시다) – serie TV (2015, 2018)
- Tto! Oh Hae-young (또! 오해영) – serie TV (2016)
- Ssa-uja gwisin-a (싸우자 귀신아) – serie TV, cameo (2016)
- Nangman doctor Kim Sa-bu (낭만닥터 김사부) – serie TV (2016-2017)
- Sarang-ui ondo (사랑의 온도) – serie TV (2017)
- Beauty Inside (뷰티 인사이드) – serie TV (2018)
- La valigia (트렁크?, TeureongkeuLR) – serie TV (2024)

## Discografia
- 2006 – Give Me a Little Try (Gung)
- 2006 – 0 (Ha-i-ena)
- 2007 – Calling (Air City)

## Riconoscimenti
| Anno | Premio             | Categoria                                          | Opera nominata                             | Risultato       |
| ---- | ------------------ | -------------------------------------------------- | ------------------------------------------ | --------------- |
| 2011 | Korea Drama Awards | Miglior nuova attrice                              | Jjakpae                                    | Candidato/a     |
| 2011 | MBC Drama Awards   | Miglior attrice in una miniserie                   | Jjakpae                                    | Vincitore/trice |
| 2012 | MBC Drama Awards   | Premio all'eccellenza, attrice in un drama seriale | Sindeur-ui manchan, Oh Ja-ryong-i ganda    | Vincitore/trice |
| 2013 | Korea Drama Awards | Premio all'eccellenza, attrice                     | Oh Ja-ryong-i ganda, Bur-ui yeosin Jeong-i | Vincitore/trice |
| 2013 | MBC Drama Awards   | Premio all'eccellenza, attrice in un drama seriale | Je-wang-ui ttal, Su Baek-hyang             | Candidato/a     |
| 2014 | APAN Star Awards   | Premio all'eccellenza, attrice in un drama seriale | Je-wang-ui ttal, Su Baek-hyang             | Candidato/a     |